# Jānis Timma
Jānis Timma (ur. 2 lipca 1992 w Krasławie, zm. 17 grudnia 2024 w Moskwie) – łotewski koszykarz, występujący na pozycji niskiego skrzydłowego, reprezentant tego kraju.
W 2013 i 2014 reprezentował Memphis Grizzlies podczas letniej ligi NBA.
15 listopada 2021 został zawodnikiem rosyjskiego Uniksu Kazań. 6 grudnia 2021 opuścił klub.

## Osiągnięcia

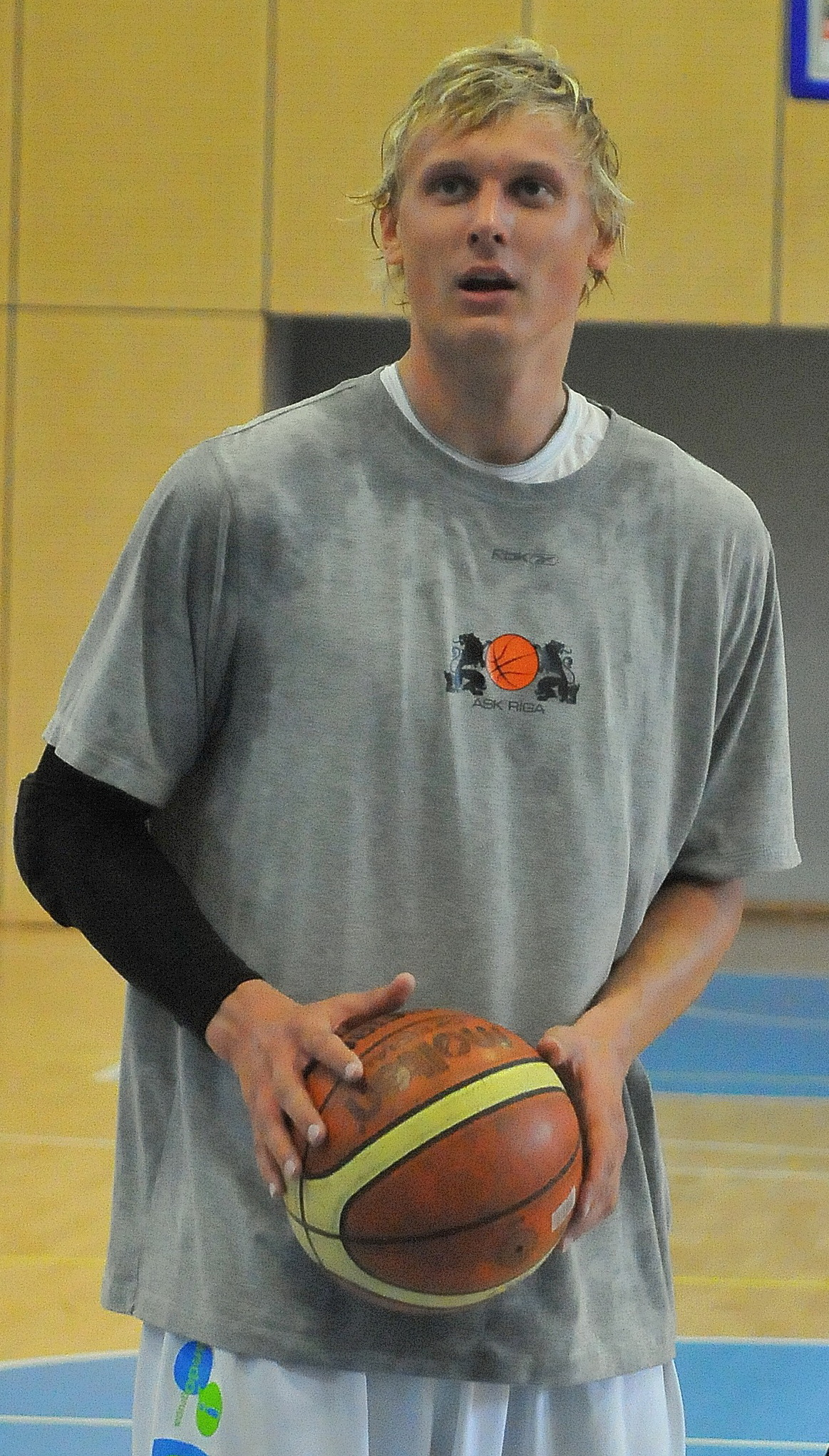
Timma, jako członek ASK Ryga U-19, w 2011.

Stan na 12 grudnia 2021, na podstawie, o ile nie zaznaczono inaczej.

### Drużynowe
- Mistrz:
  - Ligi Bałtyckiej (2013)
  - Łotwy (2014, 2015)
- Wicemistrz:
  - Hiszpanii (2018)
  - Łotwy (2013)
- Brązowy medalista ligi łotewskiej (2012)
- 3. miejsce podczas rozgrywek VTB (2016, 2017)
- Finalista Pucharu Rosji (2016)
- Uczestnik rozgrywek międzynarodowych:
  - Euroligi (2017/2018 – 7. miejsce)
  - Eurocup (2015–2017)
  - EuroChallenge (2012–2014)
  - VTB (2014–2017)

### Indywidualne
- MVP:
  - finałów Ligi Bałtyckiej (2013)
  - meczu gwiazd ligi łotewskiej (2015)
  - play-off ligi łotewskiej (2014)
  - miesiąca Ligi Bałtyckiej BBL (2014)
  - kolejki Eurocup (10, 2 – TOP16 – 2016/2017)
- Najlepszy:
  - młody zawodnik roku ligi VTB (2015)
  - łotewski zawodnik roku ligi VTB (2015, 2016)
- Uczestnik:
  - meczu gwiazd ligi:
    - VTB (2017)
    - łotewskiej (2012, 2013, 2014, 2015)

  - Adidas Eurocampu (2013)
- Zwycięzca konkursu wsadów podczas meczu gwiazd ligi:
  - VTB (2017)
  - łotewskiej (2014)

### Reprezentacja
Seniorska
- Uczestnik:
  - mistrzostw Europy (2015 – 8. miejsce, 2017 – 5. miejsce)
  - kwalifikacji do:
    - mistrzostw świata (2019)
    - igrzysk olimpijskich (2016 – 4. miejsce)
    - Eurobasketu (2014)

Młodzieżowe
- Brązowy medalista mistrzostw Europy U–18 (2010)
- Uczestnik mistrzostw:
  - świata U–19 (2011 – 10 .miejsce)
  - Europy:
    - U–16 (2008 – 10 .miejsce)
    - U–20 (2012 – 6 .miejsce)